# Landmaschinenbau Bernburg
Landmaschinenbau Bernburg war ein volkseigener Betrieb (VEB) der DDR, der ursprünglich Sämaschinen, später Rübenernter und andere landwirtschaftliche Maschinen herstellte.

## Geschichte
Ursprung des Betriebes war das Unternehmen Wilhelm Siedersleben, das 1867 in Bernburg für die Serienproduktion von Sämaschinen gegründet wurde. Das Produktionsprogramm wurde in der Folgezeit durch Rübenköpfer und Rübenheber, Mineraldüngerstreuer und Hackmaschinen erweitert, wobei die Sämaschinen, die unter dem Namen Saxonia bekannt wurden, den Schwerpunkt bildeten. Der Betrieb blieb im Zweiten Weltkrieg von Zerstörungen und danach von Demontagen durch die Besatzungsmächte weitgehend verschont. Unter der Regie des Eigentümers konnte deshalb bereits 1945 wieder mit der Produktion der traditionellen Produkte begonnen werden. Dazu gehörten auch Drillmaschinen als Reparationsleistungen für die UdSSR.
1952 erfolgte die Enteignung. Der Betrieb kam als VEB Landmaschinenbau  Bernburg zur VVB Land-, Bau- und Holzbearbeitungsmaschinen. Zu diesem Zeitpunkt hatte er etwa 350 Beschäftigte. Im Rahmen der Hauptverwaltung Landmaschinenbau (ab 1953) bzw. der VVB Landmaschinen- und Traktorenbau (ab 1956) entwickelte sich der Landmaschinenbau  Bernburg, der weiterhin den Markennamen Saxonia führte, bis Ende der 1960er Jahre auf etwa 600 Beschäftigte. 1970 wurde er Bestandteil des Weimar-Kombinates und 1978 ein Betrieb des Kombinates Fortschritt Landmaschinen. Im Zeitraum 1979 bis 1984 war der Landmaschinenbau Bernburg als juristisch selbständiger Betrieb dem Weimar-Werk zugeordnet. 1985 verlor er den Status eines selbständigen Kombinatsbetriebes und wurde als Betriebsteil dem Bodenbearbeitungsgerätewerk Leipzig unterstellt. Das Werk Bernburg hatte zu diesem Zeitpunkt etwa 650 Beschäftigte.
Im Rahmen der Treuhandverwaltung ab 1990 konnte eine tragfähige Privatisierung mit dem Unternehmen Rabewerk Bad Essen im Jahre 1992 realisiert werden. Unter dem Namen Rabewerk Bernburg GmbH bestand das Unternehmen bis zur Insolvenz des Stammwerkes in Bad Essen im Jahre 2000. 2001 übernahm die Pöttinger Maschinenfabrik GmbH in Grieskirchen (AU) das Unternehmen und führte das Programm Sätechnik weiter.

## Erzeugnisse
Das Unternehmen profitierte noch lange von den Innovationen des Unternehmens Siedersleben, darunter von dem Mitte der 1920er Jahre entwickelten Einheitssärad, das die Dosierung aller gängigen Saatgutarten möglich machte. So wurden noch weit in die 1950er Jahre die darauf basierenden Baureihen von Gespanndrillmaschinen produziert. Die ab Ende der 1950er Jahre wirksamen Neuentwicklungen waren vor allem für den Traktorzug ausgelegt. Dazu gehörten:
- Baureihe A 541 bis A 561 für Traktorzug, als A 411 bis A 461 auch für Gespannzug
- Baureihe A 621 bis A 661 für Dreipunktanbau
- Zwischenachsanbau-Drillmaschine A 188 bzw. A 761 für den Geräteträger RS 09
- Traktoranhängedrillmaschine A 591

Von Mitte der 1960er bis Mitte der 1980er Jahre dominierte die Drillmaschinen-Baureihe A 200 mit ihren Weiterentwicklungen dieses Erzeugnisprogramm. Sie wurde abgelöst von der Baureihe A 215, bei der vor allem auch die Anforderungen der westeuropäischen Märkte berücksichtigt waren. Die Drillmaschinen wurden auf diesen Märkten unter dem Namen Saxonia verkauft.
Die Erzeugnisse bei der Einzelkornsätechnik für Zuckerrüben waren:
- Heckanbauvariante A 695 (ab 1961)
- Zwischenachsanbauvariante A 765 für den Geräteträger RS09 (ab 1963)
- A 697 mit neuem Säsystem (ab 1973)